# Hötter Platt
Das Hötter Platt ist eine Mundart, die „op de Hött“, in einem Teil von Gerresheim in Düsseldorf, beheimatet war.
Hötter Platt kann als ausgestorben gelten. Im Jahr 2005 lebten nur noch wenige isoliert voneinander lebende Sprecher hohen Alters, und die Sprache wird im Alltag nirgends mehr gebraucht.
So klingt es etwa:
„Die häm ok op de Hött emer en bätn tosamn lääft …“
Das Hötter Platt entwickelte sich in einem Gebiet, das heute zu Gerresheim gehört, seinerzeit aber außerhalb des Stadtgebietes lag. 1864 war dort die Gerresheimer Glashütte gegründet worden, die erst 2005 geschlossen wurde. Die Anlagen stehen noch, das Gelände wird aber in den kommenden Jahren neu bebaut. Als einzige Glashütte weit und breit wurde sie nur „de Hött“ genannt.
Der Name wurde schnell auf die Arbeitersiedlungen, die die Tausende Glasbläser („Püster“) aufnahm, die hier bald Arbeit fanden, übertragen. Die meisten waren mit ihren Familien aus größeren Entfernungen eingewandert, sie bekamen den kollektiven Namen „de Hötter“.
Die Glasbläserfamilien kamen zum weit überwiegenden Teil aus Niederdeutsch sprechenden Gebieten östlich der Elbe, aus Pommern, Mecklenburg und Westpreußen an den Rhein. Durch die Vermischung der Platt-Mundarten der Einwanderer bekamen die Hötter schnell eine eigene Mundart, die sich von den ursprünglichen deutlich unterschied, und deren Unterschiede voneinander ausglich. Von den ganz anderen Dialekten der Umgebung wurde hingegen praktisch nichts aufgenommen. Der Grund dafür war, dass die Hötter lange Zeit nur unter sich blieben und damit nur das Hötter Platt sprachen. So ist in einer Gegend mit einem limburgischen Düsseldorfer Dialekt nahe der Sprachgrenze zum Bergischen eine Dialektinsel entstanden, mit einer Mundart, die wenig Übereinstimmung mit dem Düsseldorfer Platt aufweist.
Nachgelassen hat der Gebrauch der Inselmundart mit dem Wachstum Gerresheims, der nachlassenden Isolation der Hüttensiedlung, der Eingemeindung Gerresheims nach Düsseldorf, den Folgen des ersten und vor allem des Zweiten Weltkriegs. Die letzten lebenden Sprecher des Hötter Platt haben noch vor dem Krieg sprechen gelernt.